# C. A. Bottolfsen
Clarence Alfred Bottolfsen (* 10. Oktober 1891 in Superior, Wisconsin; † 19. Juli 1964 in Boise, Idaho) war ein US-amerikanischer Politiker und zwischen 1939 und 1945 zweimal Gouverneur des Bundesstaates Idaho.

## Frühe Jahre und politischer Aufstieg
Im Jahr 1902 zog C. A. Bottolfsen mit seiner Familie nach Fessenden in North Dakota, wo er die öffentlichen Schulen besuchte. Danach belegte er einige Kurse am National Business College in Minnesota, ehe er eine Laufbahn im Zeitungsgewerbe begann. Er zog nach Arco, wo er bei der Zeitung "Arco Advertiser" als Manager angestellt wurde. Im Jahr 1912 erwarb er das Blatt. Während des Ersten Weltkriegs war er Soldat der US-Armee; dabei kam er aber nicht an die Front nach Europa.
Bottolfsen wurde Mitglied der Republikanischen Partei. Zwischen 1921 und 1931 war er mit zwei Unterbrechungen Abgeordneter im Repräsentantenhaus von Idaho. Im Jahr 1927 war er Präsident des Hauses. Zwischen 1936 und 1938 war Bottolfsen Vorsitzender seiner Partei in Idaho. Im Jahr 1938 wurde er zum neuen Gouverneur seines Staates gewählt.

## Gouverneur von Idaho
C. A. Bottolfsen trat sein neues Amt am 2. Januar 1939 an. In seiner ersten Amtszeit bis zum 5. Januar 1941 wurde die Staatsverschuldung reduziert. Bei den Wahlen des Jahres 1940 unterlag er Chase A. Clark. Es gelang ihm aber, die Wahlen des Jahres 1942 zu gewinnen. Damit konnte er zwischen dem 4. Januar 1943 und dem 1. Januar 1945 eine zweite Amtszeit absolvieren. Diese Zeit war komplett von den Ereignissen des Zweiten Weltkriegs überschattet, zu dem auch Idaho seinen Teil beitragen musste. Unabhängig davon wurde die Staatsverfassung von Idaho durch neue Zusätze ergänzt. Unter anderem wurde ein Steuerausschuss geschaffen und die Amtszeiten der Gouverneure von zwei auf vier Jahre verlängert.

## Weiterer Lebenslauf
Nach dem Ende seiner Gouverneurszeit wurde Bottolfsen 1949 Mitglied einer Kommission zur Reorganisation der Staatsregierung. Zwischen 1949 und 1957 leitete er als Chief Clerk die Verwaltung des Staatsrepräsentantenhauses. Von 1955 bis 1956 arbeitete er auch noch für US-Senator Herman Welker. In den Jahren 1958 bis 1960 war er Mitglied des Senats von Idaho. Ex-Gouverneur Bottolfsen starb im Juli 1964. Er war mit Elizabeth Hanna verheiratet.